# Aphrastura subantarctica
Aphrastura subantarctica — вид горобцеподібних птахів родини горнерових (Furnariidae). Описаний у 2022 році.

## Поширення
Ендемік островів Дієго-Рамірес на півдні Чилі. Архіпелаг відокремлений від материкової Південної Америки протокою Дрейка. Мешкає у відкритих місцевостях.

## Таксономія
Субантарктичні особини раядито раніше були визначені як такі, що належать до виду Aphrastura spinicauda. Однак вони мають більшу масу тіла та коротші хвости. У 2022 році A. subantarctica був відокремлений від A. spinicauda як окремий вид на основі генетичних, морфологічних і поведінкових даних.